# Théosis

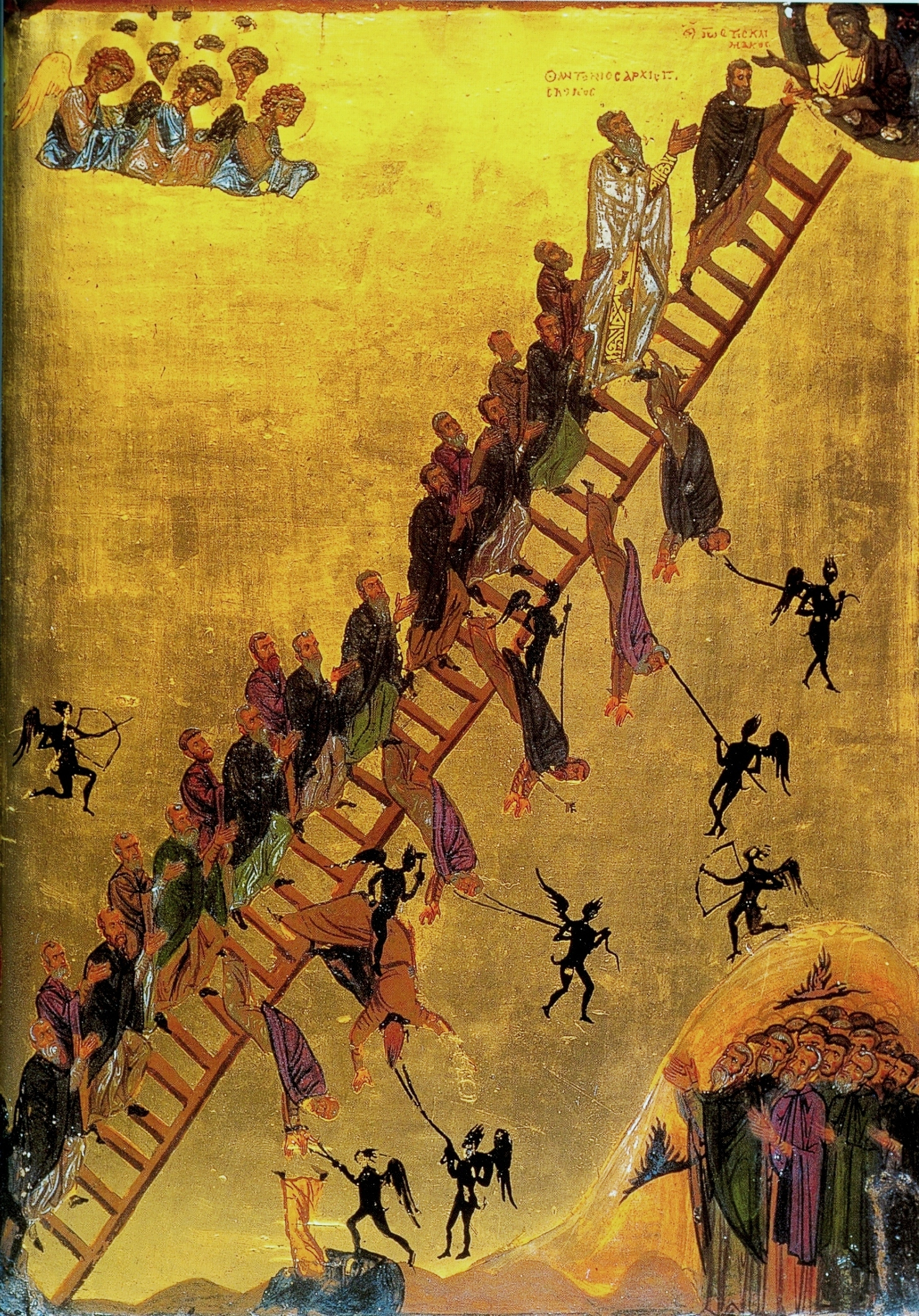
Icône de l'Échelle de la Divine Ascension (Sinaï, Monastère Sainte-Catherine, vers 1280-1300)

La théosis (divinisation ou déification) est l’appel de l’homme à rechercher le salut par l’union avec Dieu, la divinisation de la matière et la disparition du péché. Cette doctrine est enseignée dans la théologie orthodoxe et catholique orientale. Elle est indissociable de la pratique orientale de l'hésychasme.

## Doctrine
Le salut est obtenu par la divinisation ou déification de l'homme . Cette "divinisation", rendue possible par la participation de la personne humaine aux énergies divines et déifiantes de la Sainte Trinité, avec le libre arbitre, un effort soutenu tendu vers la pratique des commandements et des vertus évangéliques. Bien que Dieu respecte le libre arbitre de l'homme et attende de lui des signes d'amour et une "coopération" (συνέργεια) de sa volonté, l'homme ne saurait rapporter les fruits des dons de la grâce à son seul labeur personnel.
Le Verbe de Dieu «  s'est fait homme pour que nous devenions Dieu; il s'est rendu visible dans le corps pour que nous ayons une idée du Père invisible, et il a lui-même supporté la violence des hommes pour que nous héritions de l'incorruptibilité ». Athanase d'Alexandrie, Sur l'incarnation du Verbe, (54,3).
Dans la préface du livre V de Contre les hérésies, Irénée de Lyon parle de 
«  Jésus-Christ qui, à cause de son surabondant amour, est devenu ce que nous sommes afin de faire de nous ce qu'il est ».
Luttant contre le fatalisme du manichéisme, la Théosis insiste sur la liberté de la nature humaine restaurée par le Christ et la volonté éternelle de salut de Dieu.
Bien au-delà de la Patristique, sous les traductions latines "Deificatio" ou "divinisatio",  on en retrouve la trace dans les œuvres de tous les théologiens majeurs. Le plus explicite en ce domaine est Maître Eckhart, dont toute l'œuvre latine présente le salut comme la naissance déifiante de Dieu dans l'âme. Il forge sur le modèle de la formule de Maxime le Confesseur "Devenir par grâce ce que Dieu est par nature",  le terme Gottbildung pour le traduire dans ses sermons allemands.

## Critiques
Cette doctrine est parfois appelée, en Occident, « semi-pélagianisme », en particulier par les théologiens protestants, car elle suggère que l'homme contribue à son propre salut.